# 道の駅硯上の里おがつ
道の駅硯上の里おがつ（みちのえき けんじょうのさとおがつ）は、宮城県石巻市にある宮城県道238号釜谷大須雄勝線の道の駅である。

## 概要
石巻市の東、雄勝湾に面するように位置する。なお、石巻圏では、道の駅上品の郷と道の駅おながわに続いて3番目の開駅となった。

## 施設
- 駐車場：60台[5]
- トイレ：37器[5]
- 情報提供施設[5]
- 観光案内所[5]
- ベビーコーナー[5]
- 公衆電話[5]
- 飲食施設[5]
- 物販施設[5]
- キッズコーナー[5]
- 雄勝硯伝統産業会館：硯を展示している[5]。
- 観光物産交流施設「おがつ・たなこや」：主に雄勝地域の特産品の物産販売を行う[5]。
- 展示ホール[5]
- 会議室[5]

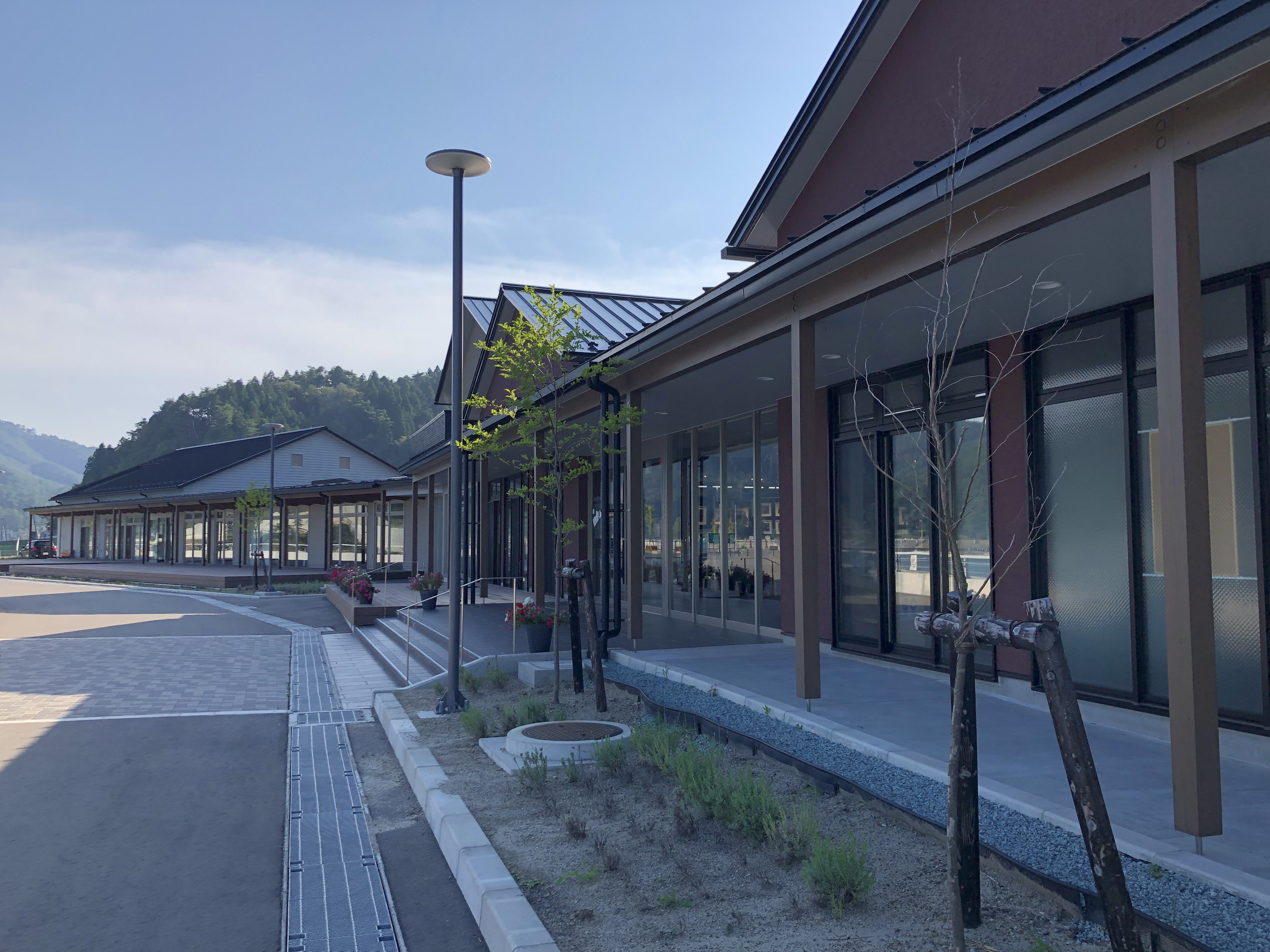
道の駅硯上の里おがつの外観
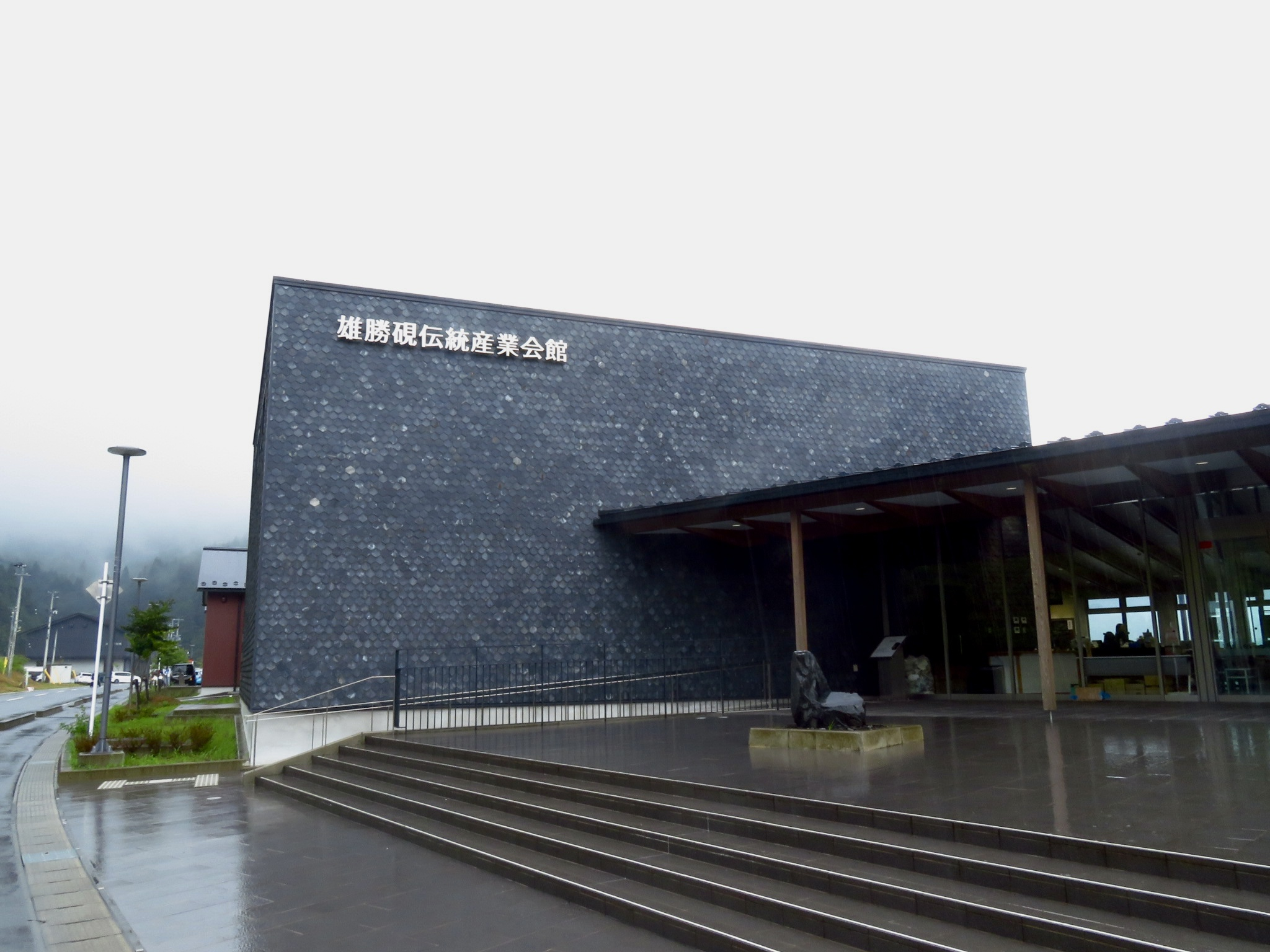
雄勝硯伝統産業会館

### テナント
2020年（令和2年）10月1日時点でのテナントとその営業時間は以下の通りである。
- 雄勝硯伝統産業会館：9時から16時30分まで営業
- おがつ海産物直売所：平日は10時から16時、土日祝は9時30分から16時まで営業
- 伝八寿司：11時から15時まで営業
- ウズマキ眼鏡珈琲店：10時から17時まで営業
- 渚泊ステーション：10時から15時まで営業
- ヤマケン商店：9時から17時まで営業
- もんま屋商店：不定

## アクセス
- 宮城県道238号釜谷大須雄勝線 - 登録路線
  - E45 三陸沿岸道路 河北ICから宮城県道30号河北桃生線を経由して約30分。
  - 雄勝地区住民バス：「雄勝地域拠点エリア」からすぐ[7][8]